# Dolores (Intibucá)
Dolores (uit het Spaans: "Onze-Lieve-Vrouw van Smarten") is een gemeente (gemeentecode 1005in het departement Intibucá in Honduras.
Het dorp is in 1877 gesticht onder de naam San Juan Yolula of San Juan Panila, op een plek die nu in de gemeente Erandique ligt. Vrij snel werd het verplaatst naar de huidige locatie.
Het huidige dorp ligt op een geaccidenteerd terrein. Door de gemeente lopen de rivieren San Juan en Toro.

## Bevolking
De bevolking is als volgt verdeeld:
| Vrouwen | 2595 | 47,8% |
| Mannen  | 2839 | 52,2% |

## Dorpen
De gemeente bestaat uit negen dorpen (aldea), waarvan de grootste qua inwoneraantal: Dolores (code 100501) en Toco (100504).